# ذا ليجند أوف زيلدا: أوكرينا أوف تايم 3دي
ذا ليجند أوف زيلدا: أوكرينا أوف تايم 3دي (بالإنجليزية: The Legend of Zelda: Ocarina of Time 3D)‏ {{ياب|}ゼルダの伝説 時のオカリナ 3D} ، هي لعبة فيديو إلكترونية من نوع مغامرات أكشن طورها ونشرها شركة نينتندو اليابانية سنة 2011م.